# لي (إنجلترا)
لي (بالإنجليزية: Leigh)‏ هي بلدة تتبع لبلدية ويغان الحضريَّة ضمن مقاطعة مانشستر الكبرى في إنجلترا على أرض منخفضة الارتفاع شمال غرب سبخة تشات. تبعد البلدة مسافة 12 كيلومتر (7.7 أميال) جنوب شرقي ويغان، وتقع على بعد 15.6 كيلومتر (9.7 أميال) غرب سالفورد.
كانت لي تاريخيًا جزءًا من مقاطعة لانكشر حيث كانت بالأصل مركز أبرشية كنسيَّة كبيرة غطَّت ست بلديات محيطة بها. حصلت البلدة على اسمها بعد اندماج بلديات بينينغتون، وويستلي، وبيدفورد وتشكيلهم مجلس مقاطعة لي المحليّ عام 1875. بيدَّ أنَّ استعمال هذا الاسم للإشارة إلى المنطقة الواقعة حول أبرشية الكنيسة ما بين بينينغتون وويستلي يرجع إلى قرونٍ عدَّة. أصبحت البلدة مقاطعة حضريَّة عندما أُضِيف جزء من أثيرتون إليها في عام 1894. وحصلت البلدة على وضعها الرسمي كبلدية إداريَّة في عام 1899. شهدت لي تشييد أول مبنى بلدية في تاريخها في شارع كينغ، واُستعِيضَ عنه بالمبنى الحاليّ في عام 1907.
كانت البلدة بالأصل معروفة بكونها منطقة زراعيَّة اُشتهِرت بإنتاج الألبان والأجبان، ولكن نمت فيها صناعة الغزل والنسيج فيما بعد حتى كانت تنتج كمية لا بأس بها من الحرير، وأصبحت بحلول القرن العشرين مركزًا لصناعة القطن. كما استغل أهلها التكاوين الفحميَّة الكامنة تحت الأرض في المنطقة ولا سيما بعد ارتباط البلدة بالقنوات المائيَّة وخطوط السكك الحديديَّة. هذا وقد ضمَّت البلدة في السابق على قاعدة هندسيَّة هامَّة. تشهد مصانع الطوب الحمراء على التاريخ الصناعيّ للبلدة إذ أنَّ بعض هذه المباني مدرجة على قائمة التراث الوطنيّ لإنجلترا. أمَّا الآن فالبلدة عبارة عن تجمع سكنيّ أساسًا حيث تكثر حول مركزها البيوت المتلاصقة المبنيّة على الطرازين الإدوارديّ والفيكتوريّ. ويعتمد اقتصادها المحليّ إلى حدٍ كبير على قطاع البيع بالتجزئة.

## التاريخ

### أصل التسمية
اشتَّقت البلدة اسمها من كلمة «leah» باللغة الإنجليزيَّة القديمة بمعنى مكان في الغابة أو منفسح غابيّ أو فرجة غابيَّة وبعدها تغيَّرت دلالة الكلمة لتعني مرعى أو وديقة. تغيَّرت طريقة كتابة اسم البلدة بمرور الزمن فكانت تكتب «Legh» في عام 1276. ومن طرق الكتابة الأخرى المستعملة «Leech» في عام 1264، أو «Leeche» في عام 1268، أو «Leghthe» في عام 1305، أو «Leght» في عام 1417، أو «Lech» في عام 1451، أو «Legh» في القرن السادس عشر. كانت المنطقة (كما يوحي الاسم) غنيَّة بالأراضي الرعويَّة والمروج، وكانت جبنة لي سابقًا من أشهر ما أنتجته مزارع الأجبان والألبان في المنطقة حيث عُرِفَ عنها مذاقها الممتاز. تغيَّر أيضًا طريقة كتابة اسم ويستلي «Westleigh» بمعنى المنفسح الغابيّ الغربيّ على مر الزمن حيث كانت تُكتب «Westeley» في عام 1237، أو «Westlegh» في عام 1238، أو «Westlay in Legh» في عام 1292. وبالمثل فقد تغيَّرت طريقة كتابة اسم بينينغتون «Pennington» حيث كانت تُكتب «Pininton» في عام 1246، أو «Pynynton» في عام 1360، أو «Penynton» في عام 1305، أو «Pynyngton» في عام 1351 وعام 1442، أو «Penyngton» في عام 1443، وتعني اللاحقة «تون» التي تنتهي بها الكلمة بالإنجليزيَّة القديمة البَاحة المُسيَّجة أو المزرعة مع مبانيها أو الضيعة الإقطاعيَّة. أخذت بيدفورد «Bedford» تسميتها على الأرجح من اسم حصن بيدا الذي ورد ذكره في كتاب بينينغتون. هذا وقد كانت تُكتب «Beneford» في الفترة من عام 1200 حتى عام 1221، وبعدها أصبحت تُكتب «Bedeford» في عام 1200 وعام 1296.

### التاريخ القديم
تعود دلائل النشاط البشريّ في البلدة إلى العصر الحجريّ الحديث حيث عُثِرَ على فأس حجريّ يعود لتلك الحقبة في بينينغتون. كما عُثِر على رأس رمح برونزيّ في المنطقة جنوب شارع غاس. وعُثِرَ في بيدفورد على عملة معدنيَّة واحدة بمنطقة بوتس. لم يرد شيء عن البلدة في الفترة التي أعقبت انحدار حكم الرومان في بريطانيا، وبدء العهد الأنجلوساكسونيّ في إنجلترا. بيدَّ أنَّ أسماء البلديات المحليَّة تشير إلى وجود الساكسون في هذا الجزء من البلاد الذي كان يُعدّ حينها منطقة نائيَّة منخفضة الكثافة السكانيَّة. تحمل هذه الأسماء اللاحقة «leah» المأخوذة من اللغة الإنجليزيَّة القديمة.

### البلديات
تألَّفت أبرشية لي القديمة خلال القرن الثاني عشر من ست بلديات وهي بينينغتون، وبيدفورد، وويستلي، وأثيرتون، وأستلي، وتايلدسلي كوم شاكرلي. كانت كنيسة الأبرشية تُنظِّم أسواقًا أسبوعيَّة، بالإضافة إلى معرض لبيع المواشي مرتين سنويًا.
ورد ذكر ضيعة بيدفورد الإقطاعيَّة خلال وقوعها تحت مِلكيَّة السير هنري دي كايلي في وثائق تعود لعام 1202. ظلَّت الضيعة مملوكة لعائلة دي كايلي حتى القرن السادس عشر، ولكنَّهم لم يعيشوا فيها أبدًا. كذلك كان ملّاك الأرض من آل شَتلوورث في القرن الرابع عشر أحد عائلات بيدفورد الشهيرة. تزوج ريتشارد شَتلوورث واحدة من بنات آل أورمستون من ويستلي ما جعله يلحق جزءًا من أراضي ويستلي الذي ورِثَها إلى بيدفورد. عاشت هذه العائلة في دار شَتلوورث (تُعرف الآن باسم مزرعة سانديبول) الواقعة جنوب قناة الجسر المائيَّة بالقرب من دار قاعة بيدفورد الإقطاعيّ القديم الذي أصبح اليوم مبنى تاريخيّ مُسجَّل ضمن الدرجة الثانية. تمتَّعت عائلة بارزة أخرى وهي آل سيلز بتأثير ونفوذ واسعين في بيدفورد على مدى أكثر من أربعة قرون حتَّى أنَّها امتلكت أراضٍ أكثر من آل شَتلوورث، وكانت معروفة بإقامتها في دار قاعة هوب كار. كانت هذه العائلة كاثوليكيَّة سرًا حيث ظلَّ أعضائها يمارسون العقيدة القديمة حتّى بعد حظرها وإخضاع من مارسها لعقوبات مدنيَّة وجنائيَّة. كانت دار قاعة هوب كار، ومنزل الطوب القريب مُخندقين بالمياه.
كان دار ضيعة ويستلي الإقطاعيَّة يقع في دار القاعة العُليا في عهد الملك ريتشارد الأول (1189–1199). تزوَّجت سيغريدا التي كانت وريثة دار الضيعة الإقطاعيَّة من ريتشارد أورمستون في عام 1292 ما جعل مِلكية دار الضيعة تنتقل إلى آل أورمستون. بقي الإقطاع واقعًا تحت ملكية العائلة حتى وفاة آخر رجالها في عام 1659. هُجِرت ويستلي لاحقًا بسبب خَسْف الأرض فيها نتيجة التعدين، وأضحى دار ضيعة ويستلي القديم مقر الضيعة الأساسيّ. وعاشت هناك آل رانيكار، وآل مارش. وكانت دار قاعة ويستلي القديم من دور القاعات الأخرى التي خُندقت بالمياه.
امتلك آل بينينغتون دار قاعة بينينغتون بدءًا من عام 1200 تقريبًا حتى جاء مكانهم آل برادشو أو آل برادشاي في عام 1312. وبقيت ملكية دار الإقطاع تابعة لآل برادشو حتى وفاة آخر ورثتها الذكور وهو جون في عام 1703. أعادَ صامويل هيلتون (الذي أصبح المالك) بناء دار قاعة بينينغتون في عام 1807. بِيع الدار إلى عائلة أخرى في عام 1807 ليتعاقب عليها عدد من المُلَّاك. كان العضو المؤسِّس في شركة بيكهام وباونول للحرير جيمس باونول مالك الدار في الفترة حوالي عام 1840. وكان من المُلاَّك الآخرين للدار كلًا من تشارلز جاكسون، وجابيز جونسون، وإف دبليو بوث في عام 1862. كان آخر من أقام في الدار جورج شو. وبعدها وهبَ جورج شو وشركته المحدودة الدار للبلدة يوم 3 ديسمبر عام 1919. افتتحت البلدة الدار كمكان للعامَّة بتاريخ 25 أغسطس عام 1920. وبعدها أصبحت الدار متحفًا ومعرضًا فنيًا في عام 1928، ولكنها هُدِمت في عام 1963. والآن يقع منتزه بينينغتون في مكانها.

### الحرب الأهلية
انقسم أهل البلدة في ولائهم خلال الحرب الأهليَّة الإنجليزيَّة حيث دعم بعضهم الملكيين، في حين دعم آخرون البرلمانيين. نشبت في البلدة معركة يوم الثاني من ديسمبر عام 1642 بعدما استطاع مجموعة من رجال بلدة أثيرتون المجاورة دحر وهزيمة قوات الخيَّالة التي قادها إيرل ديربي السابع جيمس ستانلي. قُتِلَ السير توماس تايلدسلي صاحب أملاك مايرزكوف، وأستلي، ودار قاعة مورليز في يوم 25 أغسطس عام 1615 خلال معركة ويغان لين، ودُفِنَ جثمانه في كنيسة لي الأبرشيَّة. مرَّ إيرل ديربي عبر البلدة مجددًا في عام 1651 حيث قضى هناك آخر ليلة قبل إعدامه في بولتون.

### الثورة الصناعية

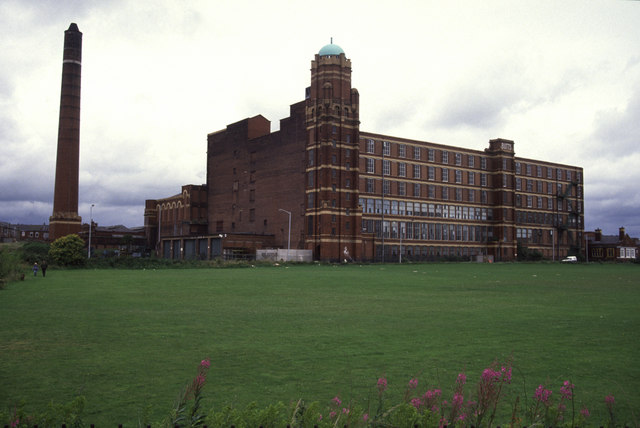
مصنع بوتس في بلدة لي

بدأت صناعة الغزل والنسيج في المنازل بالتطور في البلدة بحلول نهاية القرن السادس عشر. وقبل ذلك اشتهرت البلدة بالزراعة وإنتاج الألبان والأجبان ولا سيما إنتاج الجبن المعروفة به البلدة. كان عملاء يأتون إلى أحد الحانات ويقومون بتزويد الأهل بالعمل من مانشستر كل أسبوع تقريبًا، ويجمعون القماش الجاهز. كان العمل في بادئ الأمر مُتممًا لأعمال الفلاحين وعائلاتهم حتَّى يجنوا مبالغ إضافيَّة من المال. كان الفُسْتيان وهو نوع القماش المخمليّ المُضلَّع القماش الذي اُشتهرت به البلدة. كان عمَّال الفُسْتيان والوسطاء يتعاملون مع النسَّاجين في مانشستر بصورة مباشرة ويبيعون القماش الجاهز بحلول القرن السابع عشر. يتناقل أهل البلدة رواية تقول أنَّ رجلًا محليًا يُدعى توماس هايز كان المخترع الحقيقيّ للمِغزل الدوَّارة وإطار الغزل المائيّ في ستينيات القرن الثامن عشر، ويعتبرون أنَّ ريتشارد أركرايت سرقَ فكرة إطار الغزل المائيّ، وجنى بعدها ثروة من عائدات براءة الاختراع. أدَّت هذه التحسينات الجديدة التي طرأت على عملية الغزل خلال القرن الثامن عشر إلى زيادة طلب عمَّال النَّوْل اليدويّ، ولكن سرعان ما أدَّى إدخال النول الآلي على المصانع في مانشستر إلى انخفاض الطلب عليهم وارتفاع مُعدَّل البطالة إلى حدود حرِجة في البلدة. بدَأت صناعة نسج الحرير في البلدة في عام 1827، وذلك إمَّا نتيجة وقوع خلاف أو بسبب النقص في العمالة بقطاع صناعة الحرير في ميدلتون. كان ويليام ووكر من الوسطاء الذين افتتحوا أول مصنع للحرير في البلدة عام 1828. وهكذا تبعه أخرون ومن بينهم جيمس باونول، وهنري هيلتون اللذين ظل مصنعهما قائمًا حتى عام 1926. شهدت البلدة بناء عدَّة مصانع حرير بعد منتصف ثلاثينيات القرن التاسع عشر. حُوِّلَت بعض مصانع الحرير هذه إلى مصانع قطن بعد عام 1870.
وقعت اضطرابات في البلدة بتاريخ 14 أغسطس عام 1839. دعا الميثاقيون إلى الإضراب في الوقت الذي كان الجو الاجتماعيّ السائد في البلدة مُعَكَّرًا نتيجة ارتفاع معدَّلات البطالة وتكاليف المعيشة. تجمَّع حشدٌ من الغوغاء ناهز عدده الألفان في البلدة. وأطلقَ العمَّال من تشوبنت الذين تراوح عددهم ما بين أربعمئة إلى الخمسمئة عامل تهديدًا بإحراق مصنع هيز. وهكذا اُستدعِيت مفرزة الجنود من هايدوك، ووكَّلَ قضاة الصلح عناصر جدد من الدرك حتى يتولّوا السيطرة على الموقف. وقرأ مختار الضيعة توماس ويثينغتون قانون إثارة الشغب على الملأ حتى افترق الغوغاء ولكنّهم ما لبثوا أن اجتمعوا مجددًا. أُصِيب العديد من الرجال بجروح خلال الاشتباكات التي نشبت في البلدة. كما اعتقلت السلطات الكثيرين وأنزلت عليهم أشدَّ العقوبات. في حين لم يتزحزح آخرون عن مواقفهم تحت الضغوط، واستمرت الحركة الراديكاليَّة في البلدة مما أدى في نهاية المطاف إلى إقرار مجموعة من الإصلاحات الانتخابيَّة، وإعطاء جميع الرجال حق الانتخاب.
شهدت لي في وقت لاحق تشييد مصانع الحرير الضخمة متعدِّدة الطوابق والتي ما يزال خمسة منها قائمًا في البلدة حتَّى يومنا هذا. بُنيت المجمَّعات الصناعيَّة في زقاق كيركهول، وزقاق فيرس الواقعين بويستلي، وأيضًا في كل من بينينغتون وبيدفورد. يوجد في البلدة مصنع للقطن مدرج ضمن الفئة الثانية الهامَّة على قائمة التراث الوطنيّ. أمَّا مصنع زقاق ماثر الواقع بالقرب من قناة الجسر المائيَّة فهو الآن معلم تاريخيّ من الدرجة الثانيَّة العاديَّة. بلغ عدد من اشتغلوا في قطاع الصناعات النسيجيَّة بالبلدة نحو ستة ألاف شخص في عام 1911.

### مناجم الفحم

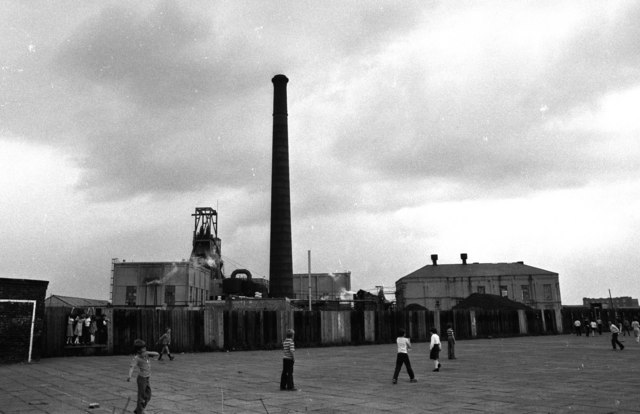
منجم فحم بارسوناج في عام 1980

انتشرت مناجم التعدين الانجرافيَّة في ويستلي منذ القرن الثاني عشر، ولكنَّ لم يكن بالإمكان تعدين الطبقات الصخريَّة العميقة فيها حتَّى النصف الثاني من القرن التاسع عشر في الوقت الذي غدا فيه الفحم الحجريّ من النشاطات الاقتصاديَّة الهامَّة. وأصبح استخراج الفحم أكبر قطاع اقتصاديّ في البلدة من حيث عدد العاملين فيه بعد قطاع الصناعات النسيجيَّة. كان منجم فحم بارسوناج أخر منجم يدشَّن في البلدة. كان هذا المنجم أحد أعمق مناجم الفحم في بريطانيا حيث وصل عمقه إلى 900 متر (3000 قدم) تحت سطح الأرض. شهدت عملية استخراج الفحم في بارسوناج توسّعًا ملحوظًا خلال ستينيات القرن العشرين مع افتتاح نقق الأفق الذي ساعد على الوصول إلى طبقات صخريَّة سهلة التعدين على ارتفاع نحو مترين (ستة أقدام). كانت هذه الطبقات غنيَّة بالماء ولذلك اُستعمِلت مضخَّات خاصَّة لسحب المياه من هذه المضخات ونقلها إلى قنوات مائيَّة جوفيَّة قبل ضخِّها إلى القناة المائيَّة التي الجاريَّة في البلدة. كان محرّك الرفع المستعمل في منجم بارسوناج محرّكًا بخاريَّا يغذّيه الميثان المُستخرج خلال عمليات التعدين. أمَّا منجم بيكرشو المجاور فكان يتميز بمنظومته الكهربائيَّة الأكثر تطورًا. ارتبط هذين المنجمين ببعضهما عبر ممر تحت الأرض في عام 1974، ورُفِع جميع الفحم المستخرج من منجم بيكرشو بسبب منشأته وتجهيزاته الأفضل، في حين استعمل منجم بارسوناج كمصدر تغذيَّة واستخراج. تنحصر نشاطات التعدين في حقل لانكشر الفحميّ على التعدين الباطنيّ العميق، ولكن ما زالت توجد بعض مناجم التعدين المكشوف في مناطق أخرى من المقاطعة.
وقعت عبر التاريخ عدد من حوادث المناجم في البلدة مثل حادثة الانفجار غاز المناجم التي أدَّت إلى مقتل 38 عامل في منجم بيدفورد بتاريخ 13 أغسطس عام 1886. كما وقعت عدَّة حوادث في منجم بيكرشو، ولكن لعل أسوئها كان الحادث الذي وقع عام 1932 عندما غرِقَ 19 رجلًا في حوض تجميع المنجم أسفل بئر النفق بعد التفاف المصعد.
| ˅˂اسم المنجم      | الموقع  | المالك                   | الإدراج والمراجع         |
| ----------------- | ------- | ------------------------ | ------------------------ |
| بانكفيلد          | ويستلي  | جاي سبيكمان              | 1880                     |
| منجم بيدفورد      | بيدفورد | جاي سبيكمان وأبناءه      | 1880 1908                |
| منجم بيكرشو       | ويستلي  | أكرز ويتلي وشركاءه       | 1854 1918                |
| برودفيلد          | ويستلي  | جون سبيكمان وشركاءه      | 1854 1869 1880           |
| هارتس أوف ذا ميدو | ويستلي  | شركة ويغان للفحم والحديد | 1880                     |
| هيفيلد            | ويستلي  | توماس لايفزي             | 1854 1869 1880 1908 1918 |
| لور هول           | ويستلي  | جيمس ديغل                | 1880، 1908، 1918         |
| أوينز             | ويستلي  | جيمس ديغل                | 1869                     |
| منجم بارسوناج     | ويستلي  | شركة ويغان للفحم والحديد | 1918                     |
| بريستنرز          | ويستلي  | شركة ويغان للفحم والحديد | 1880، 1908               |
| سافرن             | ويستلي  | شركة ويغان للفحم والحديد | 1908، 1918               |
| سنيبس             | ويستلي  | جيمس ديغل                | 1869، 1880، 1908         |
| ويستلي            | ويستلي  | جيمس ديغل وشركائه        | 1854 1869، 1880، 1918    |
| زقاق ويستلي       | ويستلي  | صامويل بانكس             | 1854                     |

### الصناعة
يوجد في البلدة عدد من الصناعات الأخرى الهامَّة مثل مصنع الجرَّارات التابع لشركة ديفيد براون المحدودة. اتخذ المصنع من البلدة موقعًا له بعد صفقة الاستحواذ على مجموعة الآليات الزراعيَّة لهاريسون ومكغريغور وغيست ألبيون التي تمَّت عام 1955. كذلك كانت صناعة الحبال من الصناعات المحليَّة الهامَّة، إذ كانت ورشة مانسلي للحبال الواقعة في زقاق تويست تختص بتصنيع الحبال يدويًا. هذا وقد نشب حريق في الورشة أدَّى إلى احتراقها في عام 1912. كما كان في البلدة ورشة لتصنيع جنازير الإرساء بالقرب من قناة الجسر المائيَّة. اشترت شركة كاليندر للجنازير الورشة في عام 1903 ليتغير اسمها فيما بعد. كما احتوت البلدة في القرن العشرين على مصنع للكربون النشط ومعدَّات صناعة الطوب.

## الإدارة
تنقسم البلدة التابعة لبلدية ويغان الحضريَّة إلى أربعة شعب انتخابيَّة (أثرلي، ولي الشرقيَّة، ولي الجنوبيَّة، ولي الغربيَّة). كما تتبع أجزاء عدَّة من البلدة لدائرة لوتون الغربيَّة. تنتخب كل دائرة ثلاثة أعضاء من مجلس البلدية الحضريّ الأكبر المؤلَّف من خمسة وسبعون عضوًا والمعروف باسم سلطة ويغان المحليَّة. اعتبارًا من عام 2009، انتمى جميع أعضاء المجلس الاثنا عشر في البلدة ومن بينهم رئيس المجلس إلى حزب العمَّال.
تاريخيًا كانت البلديات التابعة إداريًا للبلدة جزءًا من شعبة ديربي الغربيَّة وهي السلطة القضائيَّة التي وقعت جنوب غربي مقاطعة لانكشر تحت سلطتها. كانت كل من بلديات بينينغتون، وويستلي، وبيدفورد ثلاثة من أصل البلديات الستة التي تألَّفت منها أبرشية لي. هذا وقد كانت البلديات قائمة قبل تأسيس الأبرشية.

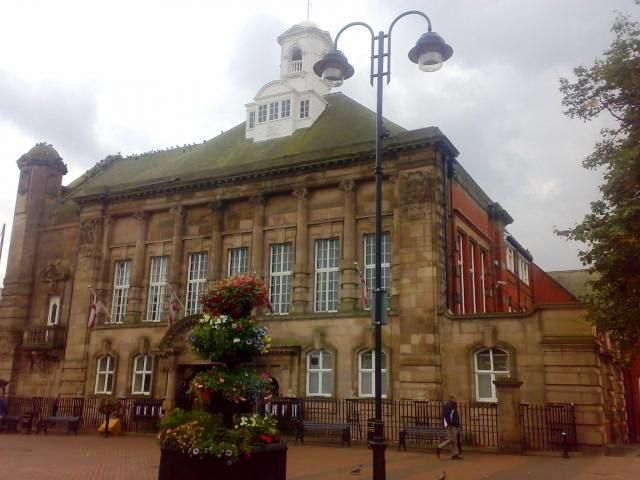
مقر بلدية بلدة لي

تتبع البلديات لنقابة قانون الفقراء الخاصَّة بالبلدة بموجب ما نصَّ عليه قانون الفقراء لسنة 1834 حيث تأسَّست هذه النقابة بتاريخ 26 يناير عام 1837. النقابة مسؤولة عن تغطية منطقة الأبرشية القديمة بأكملها، بالإضافة إلى جزء من وينك. اُستبدلت نقابة إصلاحية لي بالإصلاحيّات المنتشرة في بينينغتون، وكولتشيث، وتايلدسلي، ولوتون في خمسينيات القرن التاسع عشر. شهدت البلدة استحداث مجلس للصحة يغطي مجالس الصحة السابقة لمناطق بيدفورد، وبينينغتون، وويستلي في عام 1875. دُمِجت المنطقة التابعة للمجلس المحليّ مع قسم من بلدية أثيرتون لتُشكِّل مقاطعة لي الحضريَّة في عام 1894. نالت المقاطعة الحضريَّة الجديدة رتبة مقاطعة تشريفيَّة ليصبح اسمها إقليم بلدية لي في عام 1899. وقعت عملية نقل إدارية لبعض المناطق الصغيرة مع مقاطعة غولبورن الحضريَّة المجاورة في عام 1969. أُلغي إقليم بلدية لي بموجب ما جاء في قانون الحكومة المحليَّة، وضُمَّت منطقته إلى مقاطعة بلدية ويغان الحضريَّة المحليَّة التابعة لمنطقة مانشستر الكبرى في عام 1972. اُقتطِعت من البلدة منطقة وضُمَّت إلى بلدية وارينغتون في عام 1998. كانت هذه المنطقة المقتطعة من بين الأجزاء القليلة من إنجلترا التي تعاقبت على تبعيتها الإداريَّة ثلاث مقاطعات مختلفة منذ منتصف القرن العشرين حيث كانت في الأول ضمن مقاطعة لانكشر، ثم انتقلت إلى مقاطعة مانشستر الكبرى، وبعدها أصبحت تتبع لمقاطعة تشيشير.
مثَّل عضو حزب العمَّال أندي بيرنهام المقعد البرلمانيّ عن البلدة منذ الانتخابات العامَّة عام 2001. شغل بيرنهام منصب وزير الصحة خلال الفترة الممتدة من يونيو عام 2009 حتى الانتخابات العامَّة عام 2010. حافظ بيرنهام على مقعده البرلمانيّ عن البلدة في الانتخابات العامَّة عام 2010 بعد حصوله على نسبة 51.3% من الأصوات. أُعِيد انتخاب بيرنهام عن دائرة لي الانتخابيَّة بنسبة 53.9% من الأصوات (24,312 صوتًا) في انتخابات عام 2015. تنازل بيرنهام عن المقعد في عام 2017 حتى يترشح لمنصب عمدة مانشستر الكبرى. اُنتخِب محله عضوة حزب العمَّال جو بلات في عام 2017 بنسبة 56.2% من الأصوات (26,347 صوتًا). هزم جيمس غرندي من حزب المحافظين بلات في الانتخابات العامَّة عام 2019، ليصبح غرندي أول عضو من حزب المحافظين يمثِّل البلدة في تاريخها.

## الجغرافيا
| مخطط المناخ بلدة لي | مخطط المناخ بلدة لي | مخطط المناخ بلدة لي | مخطط المناخ بلدة لي | مخطط المناخ بلدة لي | مخطط المناخ بلدة لي | مخطط المناخ بلدة لي | مخطط المناخ بلدة لي | مخطط المناخ بلدة لي | مخطط المناخ بلدة لي | مخطط المناخ بلدة لي | مخطط المناخ بلدة لي |
| --- | ------------------- | ------------------- | ------------------- | ------------------- | ------------------- | ------------------- | ------------------- | ------------------- | ------------------- | ------------------- | ------------------- |
| 01 | 02                  | 03                  | 04                  | 05                  | 06                  | 07                  | 08                  | 09                  | 10                  | 11                  | 12                  |
| 70 8 2 | 70 8 2              | 50 10 3             | 63 13 5             | 51 16 8             | 58 19 10            | 54 21 12            | 69 21 12            | 63 18 10            | 88 14 7             | 82 10 4             | 79 7 2              |
| متوسط درجة-الحرارة °س مجاميع الهطل مم |                     |                     |                     |                     |                     |                     |                     |                     |                     |                     |                     |
| بالوحدات الإنكليزية \| 01 \| 02 \| 03 \| 04 \| 05 \| 06 \| 07 \| 08 \| 09 \| 10 \| 11 \| 12 \| \| 2.8 46 36 \| 2.8 46 36 \| 2 50 37 \| 2.5 55 41 \| 2 61 46 \| 2.3 66 50 \| 2.1 70 54 \| 2.7 70 54 \| 2.5 64 50 \| 3.5 57 45 \| 3.2 50 39 \| 3.1 45 36 \| \| متوسط درجة-الحرارة °ف مجاميع الهطول ″ \| \| \| \| \| \| \| \| \| \| \| \| |                     |                     |                     |                     |                     |                     |                     |                     |                     |                     |                     |
| 01 | 02                  | 03                  | 04                  | 05                  | 06                  | 07                  | 08                  | 09                  | 10                  | 11                  | 12                  |
| 2.8 46 36 | 2.8 46 36           | 2 50 37             | 2.5 55 41           | 2 61 46             | 2.3 66 50           | 2.1 70 54           | 2.7 70 54           | 2.5 64 50           | 3.5 57 45           | 3.2 50 39           | 3.1 45 36           |
| متوسط درجة-الحرارة °ف مجاميع الهطول ″ |                     |                     |                     |                     |                     |                     |                     |                     |                     |                     |                     |

تقع بلدة لي على أرض منخفضة الارتفاع شمال غرب سبخة تشات حيث لا ترتفع عن مستوى سطح البحر سوى خمسة عشر متر (خمسين قدم). ترتفع أعلى نقطة من البلدة والواقعة إلى شمالها وغربها بمقدار 38 متر (125 قدم). تؤلِّف سبخة أستلي وسبخة بيدفورد جزئين صغيرين من المستنقع الذي غطَّى في السابق منطقة واسعة شمال نهر ميرسي على محاذاة سبخة هولكروفت وسبخة ريسلي اللتين بدورهما تُشكِّلان جزءًا من منطقة سبخات مانشستر التي يعدّها الاتّحاد الأوروبيّ من مناطق الحفظ الخاصَّة. تقع المنطقة ضمن حوض نهر ميرسي حيث تصب جداوله العديدة مثل جدول بينينغتون وجدول ويستلي في النهر. يلتقي هذين الجدولين بغيرهما مُشكِّلين جدول غليز الذي يمر عبر بيدفورد. تُعدّ تربة البلدة تربة طفليَّة تغطيها طبقات من الصخر الرمليّ أو الفحم الحجريّ شمالًا. أمَّا الشطر الجنوبيّ الشرقيّ منها فيتميز بتربته الغرينيَّة والخثيَّة. ينتشر الحجر الجيريّ المغنيسيّ في بيدفورد، وأستلي المجاورة. أدَّت الفيضانات وهبوط الأرض نتيجة التعدين إلى تَشكُّل زوائد مائيَّة في الأجزاء الجنوبيَّة والغربيَّة من البلدة. تقع أكبر هذه الزوائد المائيَّة في بينينغتون إلى الجنوب من قناة ليدز وليفربول. يوجد في البلدة منتزه يبلغ مساحته 490 فدان (200 هكتار). كما توجد فيها محميَّة طبيعيَّة تحوي على زائدة مائية تبلغ مساحتها 170 فدان (69 هكتار).

ترتبط البلدة بكل من بلدتيّ بولتون وسانت هيلنز عبر طريق قديم للنقل بالخيول. أصبح الطريق بعد ذلك طريق مأجور يُدفع عليه رسوم في عام 1762. كما يمر طريق سريع من مركز البلدة مستعملًا خط بولتون ولي للسكك الحديديَّة. تخترق قناة الجسر المائيَّة وفرع من قناة ليدز وليفربول البلدة من غربها إلى شرقها. تلتقي القناتين عند جسر لي الواقع جنوب مركز المدينة. اُفتتح طريق لانكشر الشرقيَّة الذي يمر من جنوب البلدة خلال ثلاثينيات القرن العشرين.

## التركيبة السكانية
| مقارنة بيانيّة                  | مقارنة بيانيّة | مقارنة بيانيّة       | مقارنة بيانيّة                | مقارنة بيانيّة |
| تعداد عام 2001                 | بلدة لي       | بلدية ويغان الحضريَّة | منطقة مانشستر الكبرى الحضريَّة | إنجلترا       |
| ------------------------------ | ------------- | ------------------- | ---------------------------- | ------------- |
| مجموع السكان                   | 43,006        | 301,415             | 2,240,230                    | 49,138,831    |
|                                |               |                     |                              |               |
| بيض                            | 98.3%         | 98.7%               | 90.3%                        | 90.9%         |
| آسيويون                        | 0.8%          | 0.4%                | 6.2%                         | 4.6%          |
| سود                            | 0.2%          | 0.2%                | 1.3%                         | 2.3%          |
| المصدر: مكتب الإحصاءات الوطنيَّة |               |                     |                              |               |

كانت البلدة تتبع إلى منطقة مانشستر الكبرى الحضريَّة من ناحية التقسيم الفرعيّ الحضريّ تبعًا لما ورد في بيانات تعداد المملكة المتَّحدة عام 2001 الصادرة عن مكتب الإحصاءات الوطنيَّة. بلغ عدد سكان البلدة الإجماليّ 43,006 نسمة بحسب هذا إحصاء. بلغت نسبة الذكور منهم 48.8% أي ما يعادل 20,990 نسمة، في حين بلغت نسبة الإناث 51.2% من مجموع السكان وهو ما يعادل 22,016 نسمة. أمَّا عدد الأسر القاطنة في البلدة فبلغ مجموعها 18,270 أسرة. امتدت البلدة على مساحة 884 هكتارًا (3.41 ميل مربع)، وهو زيادة عن مساحتها سابقًا البالغة 858 هكتارًا (3.31 ميل مربع) في تعداد عام 1991. بلغ مقدار الكثافة السكانيَّة 48.65 نسمة في الهكتار الواحد، بالمقارنة مع متوسط قيمة الكثافة السكانيَّة في منطقة مانشستر الكبرى الحضريَّة البالغ 40.20 نسمة في الهكتار الواحد. بلغ متوسط أعمار السكان 37 سنة، بالمقارنة مع القيمة المتوسطة 36 في منطقة مانشستر الكبرى الحضريَّة، ومتوسط القيمة 37 في عموم إنجلترا وويلز.
كانت الغالبية الساحقة من سكان البلدة مولودين في إنجلترا (بنسبة 95.92%)، أما نسبة المولودين في دولة أخرى من الدول التأسيسية للملكة المتَّحدة فبلغ 2.10%، في حين كانت نسبة 0.95% من السكان مولودة في واحدة من البلدان الأعضاء في الاتّحاد الأوروبيّ، ونسبة 1.47% كانت مولودة في دول العالم الأخرى.
أظهرت بيانات المعتقدات الدينيَّة في تعداد عام 2001 أنَّ نسبة 85.5% من السكان اعتبروا أنفسهم مسيحيين، في حين اعتبر نسبة 7.6% من السكان أنفسهم من دون دين، واعتبر نسبة 0.6% من السكان أنفسهم مسلمين.
تتبع البلدة بمعظمها لمنطقة وارينغتون وويغان للعمل والسفر التنظيميَّة، في حين يقع الشطر الشرقي منها ضمن منطقة مانشستر للعمل والسفر. بينما تقع البلدة بأكملها ضمن منطقة مانشستر الحضريَّة الأكبر.
بلغ عدد السكان العاملين القاطنين في البلدة 19,051 نسمة، وهو ما تعادل نسبته 44.3% من مجموع السكان بحسب ما ورد في تعداد عام 2001. عملت نسبة 18.36% من هؤلاء في قطاع تجارة الجملة والتجزئة والتي تشمل تصليح المركبات الآليَّة، في حين عملت نسبة 21.60% في قطاع التصنيع، بينما عملت نسبة 11.99% من العاملين في القطاعين الصحيّ والاجتماعيّ. امتلكت ما نسبته 45.16% من سكان البلدة سيَّارة أو شاحنة صغيرة واحدة، في حين لم تمتلك نسبة 30.77% السكان سيَّارة أو شاحنة صغيرة واحدة. بلغ معدَّل امتلاك السيارات للأسرة الواحدة في البلدة 0.98، وذلك بالمقارنة مع المعدَّل البالغة قيمته 0.93 في منطقة مانشستر الحضريَّة الكبرى.

### تغير عدد السكان
| النمو السكانيّ في البلدة خلال الفترة من عام 1801 حتى عام 2001                                                     | النمو السكانيّ في البلدة خلال الفترة من عام 1801 حتى عام 2001 | النمو السكانيّ في البلدة خلال الفترة من عام 1801 حتى عام 2001 | النمو السكانيّ في البلدة خلال الفترة من عام 1801 حتى عام 2001 | النمو السكانيّ في البلدة خلال الفترة من عام 1801 حتى عام 2001 | النمو السكانيّ في البلدة خلال الفترة من عام 1801 حتى عام 2001 | النمو السكانيّ في البلدة خلال الفترة من عام 1801 حتى عام 2001 | النمو السكانيّ في البلدة خلال الفترة من عام 1801 حتى عام 2001 | النمو السكانيّ في البلدة خلال الفترة من عام 1801 حتى عام 2001 | النمو السكانيّ في البلدة خلال الفترة من عام 1801 حتى عام 2001 | النمو السكانيّ في البلدة خلال الفترة من عام 1801 حتى عام 2001 | النمو السكانيّ في البلدة خلال الفترة من عام 1801 حتى عام 2001 |
| السنة | 1801                                                         | 1811                                                         | 1821                                                         | 1831                                                         | 1841                                                         | 1851                                                         | 1861                                                         | 1871                                                         | 1881                                                         | 1891                                                         |                                                              |
| --- | ------------------------------------------------------------ | ------------------------------------------------------------ | ------------------------------------------------------------ | ------------------------------------------------------------ | ------------------------------------------------------------ | ------------------------------------------------------------ | ------------------------------------------------------------ | ------------------------------------------------------------ | ------------------------------------------------------------ | ------------------------------------------------------------ | ------------------------------------------------------------ |
| عدد السكان | لا بيانات                                                    | لا بيانات                                                    | 18,372                                                       | 20,083                                                       | 28,568                                                       | 5,206                                                        | 10,621                                                       | لا بيانات                                                    | لا بيانات                                                    | 28,708                                                       |                                                              |
| |                                                              |                                                              |                                                              |                                                              |                                                              |                                                              |                                                              |                                                              |                                                              |                                                              |                                                              |
| السنة | 1901                                                         | 1911                                                         | 1921                                                         | 1931                                                         | 1939                                                         | 1951                                                         | 1961                                                         | 1971                                                         | 1981                                                         | 1991                                                         | 2001                                                         |
| عدد السكان | 40,001                                                       | 44,103                                                       | 45,532                                                       | 45,317                                                       | 45,458                                                       | 48,728                                                       | 46,174                                                       | لا بيانات                                                    | 42,929                                                       | 43,150                                                       | 43,006                                                       |
| الأبرشية 1821–1861 · المقاطعة الحضريّة الصحيّة 1891 · المقاطعة الحضريّة 1901–1961 · التقسيم الفرعيّ الحضريّ 1981–2001 |                                                              |                                                              |                                                              |                                                              |                                                              |                                                              |                                                              |                                                              |                                                              |                                                              |                                                              |

## الاقتصاد

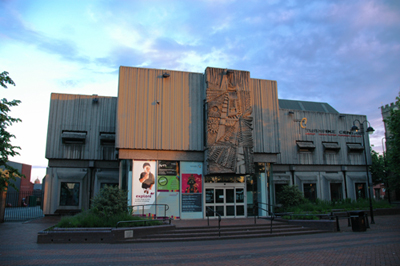
مكتبة البلدة التي تحوي معرضًا فنيًا

تنتشر المحلَّات والأسواق التجاريَّة في وسط لي كغيرها من سائر البلدات الإنجليزيَّة. يوجد في وسط البلدة جزء مخصص للمشاة وتنتشر في هذه المنطقة منها العديد من متاجر التجزئة المحليَّة والمستقلة. يضم أحد المراكز التجاريَّة في وسط البلدة نحو ثلاثين متجرًا مختلفًا. كما يوجد في موقع منجم بارسوناج القديم بالقرب من وسط البلدة مركز تجاريّ للبيع بالتجزئة.
كذلك تحوي البلدة على قرية رياضيَّة يوجد فيها ملعب يتسع لأحد عشر ألف شخص (يتخذه نادي لي سينتورين للرغبي مقرًا ويتشاركه مع نادي مانشستر يونايتد للناشئين)، بالإضافة إلى حلبة خاصَّة بألعاب القوى للفريق المحليّ، ومنشآت خاصَّة بفريق منطقة لي الشرقيَّة للرغبي. كما تحوي القرية التي يعود تاريخ افتتاحها إلى عام 2008 على فندق، ومرافق تجاريَّة وترفيهيَّة للمجتمع المحليّ. في عام 2011، شهدت البلدة افتتاح متجر تابع لسلسلة موريسونز في القرية الرياضيَّة. وعلاوةً على ذلك فقد بدأ النادي الرئيسيّ لمانشستر يونايتد للنساء بلعب المباريات المحليَّة في الملعب منذ عام 2018.
هذا وقد أُعلِن عن خطط لتطوير موقع منجم آخر وهو منجم بيكرشو الذي كان قد أُغلِق في عام 1992 حيث من المقرر تحويل موقع المنجم والقناة المائيَّة القريبة منه لمباني سكنيَّة مع منتزه مصاحب لها. كذلك شهدت البلدة في عام 2011 افتتاح مركز تجاريّ بلغت تكلفته خمسين مليون جنيه إسترليني. يقع هذا المركز على الجانب الشماليّ من قناة الجسر المائيَّة، ويحوي على دور عرض سينمائيَّة بها سبع شاشات ضخمة، ومتجر تابع لسلسلة تيسكو إكسترا، بالإضافة إلى عدَّة سلاسل مطاعم شهيرة.

## المعالم البارزة
تُعدّ كنيسة الأبرشية المبنيَّة بالحجر الرمليّ الأحمر من أبرز المعالم التي تشتهر بها البلدة، ومبنى مقر البلدية الواقع عبر الساحة المدنيَّة من الكنيسة، والمتاجر القريبة منه في شارع السوق. وتوجد هناك مسلة مدرجة كمعلم تاريخيّ ضمن الفئة الثانية العادية. شُيِّدت العديد من المباني الواقعة وسط البلدة مثل بناء بورز هيد من طوب روبون الأحمر أو طوب أكرينغتون، وغالبًا ما يُلاحظ تزيينها بالجملون أو الطين النضيج. تنتشر عدد من مصانع القطن الضخمة مُتعدِّدة الطوابق بمحاذاة قناة الجسر المائيَّة، وهي تشهد على قطاع الغزل والنسيج الذي كان مزدهرًا في البلدة سابقًا. تعاني معظم مباني هذه المصانع حاليًا من قلة الاستخدام والتدهور المستمر، وهذا بالرغم من وضعها القانونيّ كمعالم تاريخيَّة مُدرجة. يوجد عند نقطة تقاطع شارع الكنيسة مع شارع الحرير نصب حربيّ من تصميم المعماريّ جي سي بريستويتش، وهو معلم مدرج ضمن الفئة الثانيَّة العاديَّة. يوجد في شارع تشابل كنيستين متقابلتين ومختلفتين في معمارهما ومواد بناءهما وهما كنيسة القديس يوسف، وكنيسة القديس توما.

## النقل

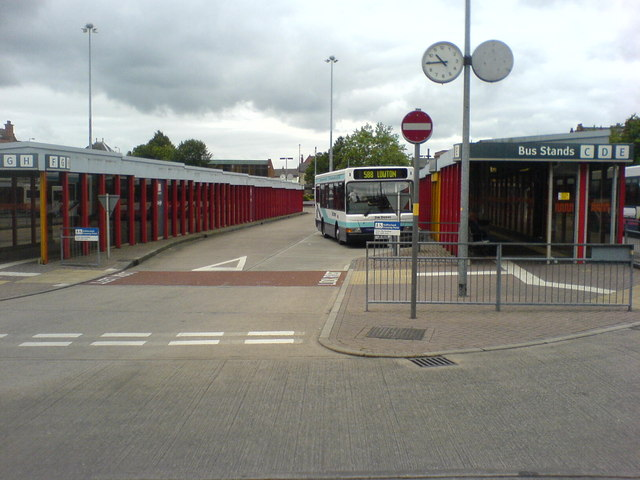
موقف الحافلات

كانت البلدة تاريخيًا مرتبطة ببنية المواصلات المحليَّة ارتباطًا جيدًا، ولكن ساء وضع المواصلات فيها بعد إغلاق خط السكك الحديديَّة في عام 1969. ما تزال البلدة واحدة من قلائل البلدات في بريطانيا التي تعاني من مشكلة عدم اتصالها المباشر بشبكة خطوط السكك الحديديَّة الوطنيَّة. تتولَّى هيئة النقل في مانشستر الكبرى شؤون النقل العام في البلدة. البلدة مُخدَّمة بالحافلات من شركات عديدة مثل شركة دايموند باص نورث ويست، وشركة فيرست، وشركة ستيجكوتش مانشستر، وشركة وراينغتون، وشركة أريفا نورثويست فيجن. تنطلق هذه الحافلات من البلدة باتجاه عدَّة وجهات مثل مانشستر، وويغان، وبولتون، ووارينغتون، وسانت هيلنز. ظهرت اقتراحات تدعو لإعادة افتتاح خط السكك الحديديَّة عبر الخط المتَّجه من تايلدسلي إلى مانشستر، ولكن وضِعَ للطريق خطة لتسيير الحافلات الموجَّهة عليه، وهو قرار لما يحظى على شعبية من جانب أهل البلدة.

### القنوات المائية
مُدَّت قناة الجسر المائيَّة من ورسلي إلى وسط بلدة لي في عام 1795. وفي عام 1819 صدر قانون قناة ليدز وليفربول الخامس الذي نصَّ على فتح فرع من القناة يصل إلى البلدة مما كان من شأنه إيصال المياه من البلدة لجميع أنحاء لانكشر والأراضي الوسطى. وهكذا فقد شقَّ فرع لي من القناة عند بولستوك وويغان ليلتقي بقناة الجسر المائيَّة في عام 1820.

### السكك الحديدية
كانت البلدة المحطة الجنوبيَّة لخط بولتون-لي للسكك الحديديَّة البالغ طوله 12 كيلومتر (7.5 ميل). نفَّذ جورج ستيفنسون المسح الخاص بالخط. واُفتتِحَ للشحن بين بلدة بولتون ومناجم ويليام هولتون للفحم في محطة تشيكربنت بتاريخ 1 أغسطس عام 1828. واُفتتِحَت بعدها المحطة الواقعة عند قناة ليدز وليفربول في البلدة في شهر مارس من عام 1830. بدأ نقل الركَّاب على متن قطارات الخط اعتبارًا من 13 يونيو عام 1831. كانت أولى قاطرات الخط عبارة عن قاطرة بخاريَّة صغيرة. وكانت محطة السكك الحديديةَّ تقع في ويستلي. وسِّعَ الخط فيما بعد باتجاه الجنوب وصولًا إلى بينينغتون. واُفتتِحت محطة جديدة في أثرلي عام 1935. وبعدها أُغلِقَ الخط أمام الركَّاب بتاريخ 29 مارس عام 1954، وفي النهاية توقف عن العمل تمامًا.
في عام 1861، منحت شركة الخطوط الحديديَّة اللندنيَّة والشماليَّة الغربيَّة الصلاحيات اللازمة لبناء خط سكك حديديَّة جديد لشركة لانكشر ويوركشر للخطوط الحديديَّة. تقرير في الخط الجديد وصل مدينة مانشستر ببلدة ويغان عبر محطَّتيّ إكلس وتايلدسلي من خلال ربط الخط بفرع من نقطة التقاء كينون الواقعة على الخط الواصل ما بين ليفربول ومانشستر عبر محطَّتيّ لي وبينينغتون. هذا وقد كانت محطة بيلفورد-لي تخدم البلدة في السابق. كانت السكة الحديديَّة تمر من البلدة على جسر تهدَّم القسم الأكبر منه الآن. توقفت السكة الحديديَّة عن العمل تمامًا في شهر مايو عام 1969 لتصبح البلدة دون سكة حديديَّة تخدمها. أصبحت البلدة بعد افتتاح محطَّتيّ مانزفيلد وكوربي واحدة من أكبر البلدات في بريطانيا العظمى لا توجد فيها محطة للسكك الحديديَّة. كان يمر من البلدة عدَّة خطوط لنقل الفحم الحجريّ المُستخرج من المناجم، ولكن توقفت جميعها عن العمل بعد إغلاق المناجم.
تقع أقرب محطة سكك حديديَّة من البلدة على بعد خمسة كيلومترات (ثلاثة أميال) إلى الشمال حيث تتجه القطارات المارة في هذه المحطة إلى ويغان ومانشستر. يعني عدم وجود محطَّات سكك حديديَّة في البلدة أنَّ محطة الحافلات الواقعة فيها هي رابط النقل العام الوحيد الذي يصل البلدة بالوجهات القريبة.

### الترامات وحافلات الترولي
في عام 1900، صدرت الموافقة المَلكيَّة على مشروع قانون يُكِّلف شركة لانكشر الجنوبيَّة للنقل بالترام بتشييد طرق للنقل بالترام بمسافة تتجاوز المئة كيلومتر في جنوب مقاطعة لانكشر، ولكن ما لبثت أن استحوذت شركة جنوب لانكشر للكهرباء والجر على أسهم الشركة في نوفمبر عام 1900. اُفتتِحت أول محطة للنقل بالترام بين لوتون ومنطقة نهايات الأزقَّة الأربعة عبر البلدة وأثيرتون بتاريخ 20 أكتوبر عام 1902. واجهت الشركة صعوبات ماليَّة ليتغير اسمها ويصبح شركة لانكشر لطرق الترام المتَّحدة، وتغيَّر اسمها مجدَّدًا ليصبح شركة لانكشر المتَّحدة للنقل. انطلقت آخر رحلة بالترام من البلدة حتى ومنطقة نهايات الأزقَّة الأربعة يوم 16 ديسمبر عام 1933. اُستعِيض عن الترامات بحافلات الترولي. وفي 4 أغسطس عام 1920، صدر قانون يُكِّلف مجلس بلدية بلدة لي بالإشراف على بدء النقل بالحافلات في البلدة. وهكذا بُني موقف خاص في طريق ويندرمير ولكن استعيض عنه بموقف آخر في شارع هولدن بعدما غصَّ موقف ويندرمير بالحافلات والركَّاب وضاق عليهم. كان بحوزة مجلس البلديَّة أسطول مؤلَّف من سبعين عربة نقل خلال الحرب العالميَّة الثانيَّة.
بدأ العمل على خط الحافلات الموجَّهة الواصل بين البلدة وسالفورد ومانشستر في عام 2012، واُفتتِح الخط أمام العامَّة يوم 3 أبريل عام 2016.

## التعليم
لا يُعرف تاريخ تأسيس المدرسة الثانويَّة التي كانت موجودة في البلدة، ولكن وثِّق وجودها اعتبارًا من عام 1655. كان بناء المدرسة يقع بالقرب من باحة الكنيسة، ولكن تغيَّر موقع المدرسة فيما بعد ليصبح في شارع مانشستر في عام 1931. أمَّا مدرسة البنات الثانويَّة فيعود تاريخ تأسيسها إلى عام 1921. حلَّت وزيرة التعليم السابقة شيرلي ويليامز المدرستين بموجب ما جاء في قانون التعليم لسنة 1976. تشمل المدارس الثانويَّة الموجودة في البلدة كلًا من مدرسة بيدفورد الثانويَّة، ومدرسة ويستلي. كما يرتاد بعض طلاب البلدة المدارس الموجودة في أثيرتون، ولوتون، وغولبورن، وأستلي. تقدِّم كلية ويغان ولي التعليم للطلاب في مرحلة ما بعد سن السادسة عشر.

## الدين

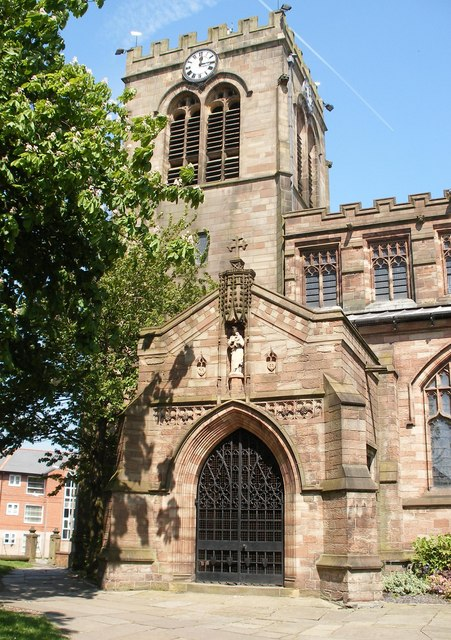
باب كنيسة القديسة مريم العذراء

تعود كنيسة القديسة مريم العذراء الواقعة في البلدة إلى القرن الثاني عشر، وربما إلى فترة أقدم من ذلك على الأرجح. كانت الكنيسة سابقًا تحمل اسم كنيسة القديس بطرس في ويستلي ببلدة لي. امتدت الكنيسة عبر الحدود الفاصلة بين بلدية ويستلي وبلدية بينينغتون القديمتين حيث كان صحن الكنيسة وباحتها يقعان ضمن الحدود الإداريَّة لبلدية ويستلي، في حين كان المذبح يقع ضمن حدود بلدية بينينغتون. يرتبط تاريخ الكنيسة القديم بعائلة آل أورمستون، وعائلة آل ويستلي. تغيَّر تكريس الكنيسة لينتقل إلى القديسة مريم العذراء في القرن الرابع عشر. يُشاع أنَّ برج الكنيسة يعود تاريخ تشييده إلى عام 1516، وهو الجزء الوحيد الباقي من هيكل الكنيسة الأصليّ العائد للحقبة القروسطيَّة. إذ اُستعِيضَ عن الهيكل القديم بالكنيسة الحاليَّة بعدما أضحى غير أمن. يعود فضل التصميم الحاليّ للكنيسة إلى المعماريَّين بالي، وأوستن من لانكستر. وضِعَ حجر أساس مبنى الكنيسة الجديد في عام 1871، وكُرِّست في عام 1873. اُستعمِل الحجر الرمليّ الأحمر في بناء الكنيسة، وهي حاليًا معلم تاريخيّ مُدرج ضمن الفئة الثانيَّة العاديَّة.
شُيِّدت كنائس أبرشيَّة في جميع البلديات السابقة. كُرِّست أول كنيسة للقديس توما في بلدية بيدفورد السابقة في عام 1840، وبعدها اُستعِيض عنها بالكنيسة الحاليَّة في عام 1909. الكنيسة الحاليَّة من تصميم جوزيف ستريتش كراوذر وهي مبنيَّة بطوب أكرينغتون الأحمر، ويغطيها حجارة رمليَّة حمراء من نوع رانكورن. أمَّا كنيسة المسيح الواقعة في بينينغتون فهي من تصميم المعماريّ إدوين هيو شيلارد وهي مبنيَّة بحجر يوركشر، ويعود تاريخ تكريسها إلى عام 1854. شهدت المنطقة الواقعة إلى الجنوب من قناة المياه نموًا متسارعًا في ذلك الوقت. تُعدّ هذه الكنيسة معلمًا تاريخيًا مدرج ضمن الفئة الثانيَّة العاديَّة.
يرجع تاريخ تأسيس كنيسة القديس بولس الواقعة في زقاق ويستلي إلى عام 1847. أمَّا كنيسة القديس بطرس المدرجة كمعلم تاريخيّ ضمن الفئة الثانيَّة الهامَّة فيرجع تاريخ تأسيسها إلى عام 1881، وهي من تصميم المعماريَّين بيلي، وأوستن. الكنيسة مبنيَّة بالطوب المُزيَّن بالحجر الرمليّ الأحمر وتقع في زقاق فيرس.
شُيِّدت أول كنيسة كاثوليكيَّة في بلدة ببيدفورد في الزاوية بين زقاق ماثر وشارع تشابل في عام 1778، وظلت قائمة حتَّى اُستعِيض عنها بكنيسة القديس يوسف في عام 1855، وهي من تصميم المعماريّ جوزيف هانسوم. أدَّى ازدياد أعداد الكاثوليك في المنطقة إلى افتتاح كنيسة سيدة الوردية في زقاق بلانك في عام 1879، وكنيسة الرسل الاثنا عشر في عام 1879، وتبعهما كنيسة القلب المقدَّس في عام 1929. كما توجد في البلدة كنائس لطوائف أخرى خاصَّة بالويزليين، والمستقلين، والبدائيين، والويلزيين، والميثوديين المتَّحدين. كما توجد في البلدة دور عبادة للجماعات التوحيديَّة، والمعموديَّة، وشهود يهوه.

## الرياضة

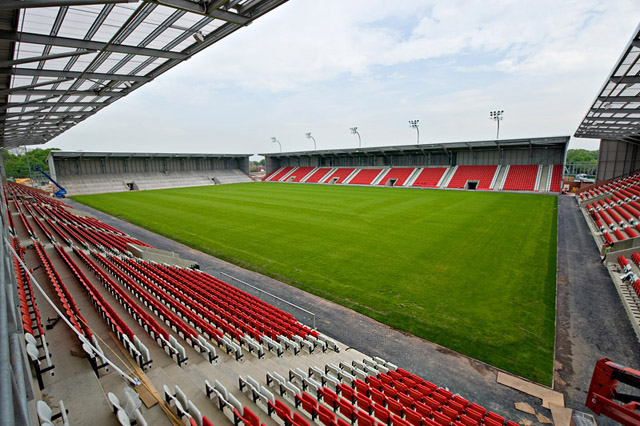
القرية الرياضيَّة خلال مرحلة تشييدها في عام 2008

يوجد في البلدة نادي رغبي احترافيّ يحمل اسم نادي لي سينتورين للرغبي. جاءت شهرة النادي بعد هزيمته لنادي ليد بنيتجة 24 مقابل 7 في المباراة النهائيَّة من كأس التحدي للرغبي بملعب ويمبلي عام 1971. لعب النادي في الدوري الممتاز للرغبي خلال موسم عام 2005، وألتحق بصفوف الدوري مجدَّدًا في عام 2016 وعام 2017. كما توجد في البلدة عدَّة نوادي رغبس للهواة من بينها نادي لي الشرقيَّة، ونادي لي ماينرز رينجرز.
ضمَّت البلدة نادي كرة قدم شبه احترافيّ ألا وهو نادي جينسس لكرة القدم، الذي انحل في يونيو عام 2011. أنجح نادي كرة قدم للهواة هو نادي لي أثليتك الذي يلعب في دوري مانشستر لكرة القدم.
كذلك يوجد في البلدة نادي لألعاب القوى يعود تاريخ تأسيسه إلى عام 1909. ويوجد فيها نادي لاتِّحاد الرغبي يُدعى نادي لي آر يو إف سي، ويتخذ من منتزه راوند آش مقرًا له. ارتقى النادي للعب في دوري محليّ عام 2007، واستطاع بعدها الفوز بجائزة لانكشر عدّة مرات مثل المرَّة التي فاز فيها في مايو عام 2008. كما يرتبط بالنادي فريق يلعب رياضة البولينغ العشبيّ، ويُشارك مع الفرق المحليَّة في مسابقات عدَّة. يوجد في البلدة فريقين يمارسان رياضة الكريكت وهما نادي لي للكريكت، ونادي ويستلي للكريكت. لعب نادي لي للكريكت في مسابقة دوري ليفربول المحليّ الممتاز للكريكت. أمَّا نادي ويستلي الذي يلعب في دوري مانشستر الكبرى للكريكت فيتألَّف من أربع فرق لفئات الأطفال، وفريقين لفئة الكبار.

## الثقافة
اندثرت العديد دور القاعات التي كانت موجودة في البلدة. ومع ذلك فما زال منتزه ليفورد الذي كان في السابق موقع دار قاعة أثيرتون التي وهبها اللورد ليفورد للبلدة في عام 1914، مفتوحًا أمام العامَّة. وبالمثل فقد ظل منتزه بينينغتون الذي كان موقع دار قاعة بينينغتون التي هُدِمت عام 1963 بعدما كانت متحفًا، مفتوحًا أمام العامَّة.
شهدت البلدة افتتاح العديد من مرافق الترفيه وفضاءات الراحة بسبب غناها كبلدة صناعيَّة حيث اُفتتِحت فيها صالات السينما والمسارح والحانات. في عام 1908، شُيِّدَ مسرح هيبودروم في شارع لي على المكان الذي كان يتواجد فيه مصنع ووكر للحرير الذي يعود تاريخ إنشاءه إلى عام 1827. حوِّل المسرح فيما بعد إلى دار سينمائيَّة، وكان في البداية يُطلق عليها اسم داى أوديون ومن ثم أصبحت تُعرف باسم الدار الكلاسيكيَّة. كما شهدت البلدة افتتاح مسرح آخر في شارع لورد يُعرف باسم المسرح الملكيّ، وتغيَّر اسمه لاحقًا ليصبح اسمه نادي لي كاسينو. يعود تاريخ تشييد دار سينما القصر إلى عام 1913 حيث بُنيت في طريق السكة الحديديَّة. كما حُوِّلت غرف الاجتماع فوق نادي المحافظين إلى سينما تُعرف باسم سينما السيمس في عام 1908. يُذكِّر اسم شارع مصنع الجعة بحقيقة وجود مصنع للجعة سابقًا في برادفورد. كان المصنع تابع لشركة جورج شو وشركائه. يقع أيضًا في شارع السكة الحديديَّة مبنى كلية ومكتبة لي القديمة والتي بنتها جمعية البلدة الأدبيَّة خلال الفترة من عام 1894 حتى عام 1896، وهي من تصميم المعماريَّين جيمس كالدويل بريستويتش، وجي إتش ستيفن. أمَّا المكتبة الحاليَّة الواقعة بين كنيسة الأبرشية ومركز البلديَّة فيعود تاريخ بناءها إلى عام 1971.
تأسَّس معمل للهاكر في البلدة كمنظَّمة غير ربحيَّة في عام 2015.

## أعلام بارزون
كان كل من السير جون لينارد جونز، والسير بيتر ماكسويل ديفيز، والسير آلن باترسبي، وروجر هانت، وبيت شيلي طلابًا في مدرسة البلدة الثانويَّة. ولِد السياسيّ وعضو البرلمان ديفيد موريس العضو في حزب المحافظين عن دائرة موركامب ولونزديل في البلدة. وولِد في البلدة مغنّي الريذم أند بلوز جورجي فيم عام 1943. وولِد فيها مغنّي التينور الأوبراليّ توماس بيرك عام 1890 حيث ارتاد مدرسة القديس يوسف. كذلك ولِدَ فيها الروائيّ والكاتب جيمس هيلتون صاحب رواية "الوداع يا سيد تشيبس"، وولِدت فيها النحَّاتة ماري باونول ابنة رجل صناعة الحرير جيمس باونول التي نشأت وترعرعت فيها. كما ولِدَ الصحفيّ بول ميسن في البلدة وترعرع فيها.

## قراءات أخرى
- Ackers، Norma (1978)، An Outline History of Leigh، Leigh Local History Society Publication No6
- Ashmore، Owen (1982)، The Industrial Archaeology of North-West England، Manchester University Press، ISBN:0-7190-0820-4
- Bond، Richard (1981)، Walks around Leigh، Leigh Local History Society Publication No9
- Bond, Ackers & Ward (1979)، Leigh Homesteads، Leigh Local History Society Publication No7
- Holcroft، Fred (1998)، Silk Manufacturing in Leigh، Leigh Local History Society Publication No21
- Leigh Corporation (1949)، Borough of Leigh Jubilee 1899–1949، Leigh Corporation
- Lunn، John (1958)، History of Leigh، Leigh Borough Council
- Mills، A.D. (1998)، Dictionary of English Place-Names، Oxford، ISBN:0-19-280074-4
- Pollard، Richard؛ Pevsner، Nikolaus؛ Sharples، Joseph (2006)، The Buildings of England: Liverpool and the southwest، New Haven: Yale University Press، ISBN:0-300-10910-5
- Sweeney، D. J. (1996)، A Lancashire Triangle Part One، Triangle Publishing، ISBN:0-9529333-0-6
- Sweeney، D. J. (1997)، A Lancashire Triangle Part Two، Triangle Publishing، ISBN:0-9529333-2-2

## وصلات خارجية
- منتدى خاص ببلدة لي يحوي معلومات ومصادر ومواد أخرى عن البلدة (بالإنجليزية)